# Historia de Plasencia

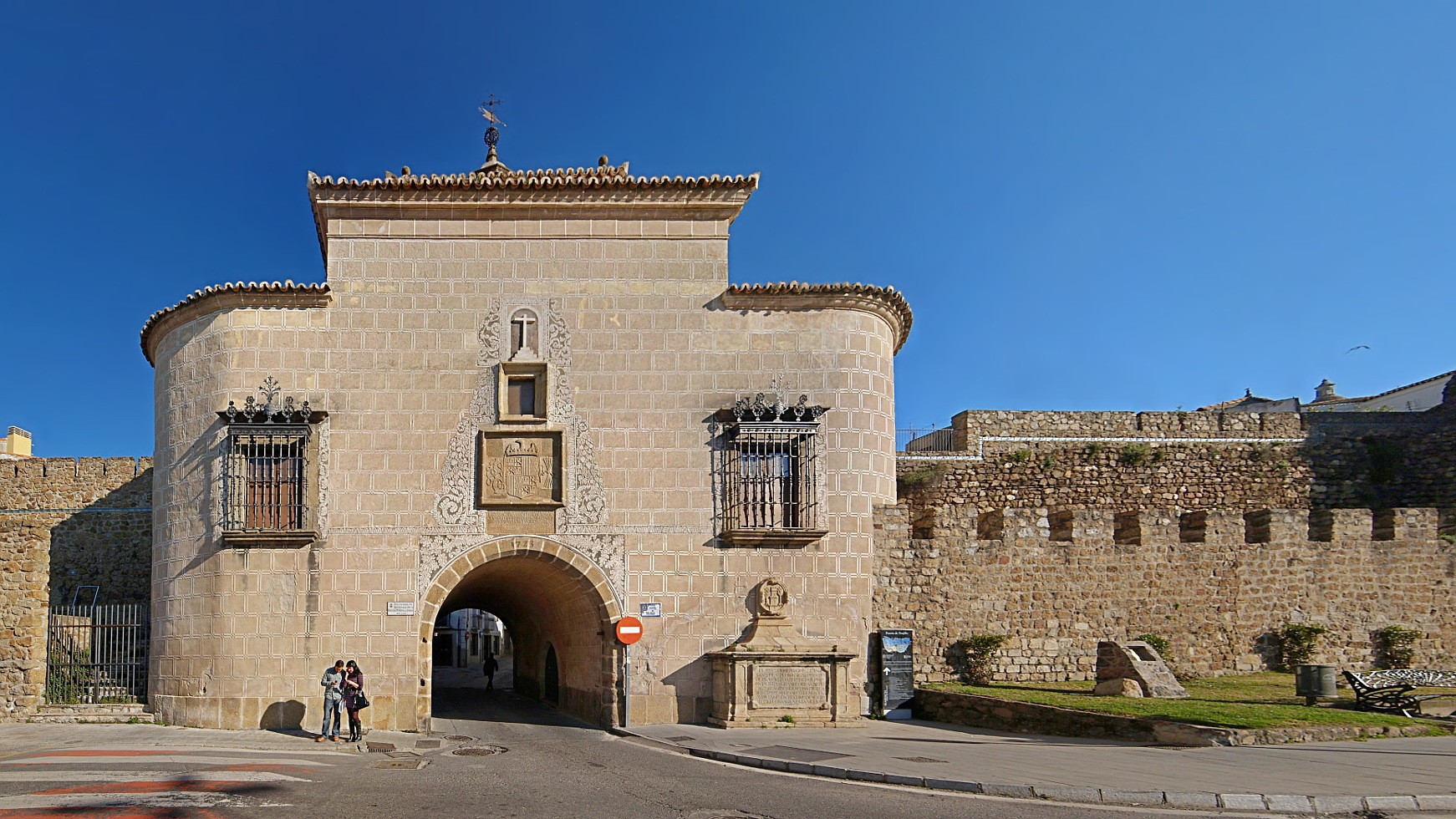
Puerta de Trujillo, una de las siete puertas principales de la muralla de Plasencia.

La historia de Plasencia, un municipio de España en la provincia de Cáceres, comunidad autónoma de Extremadura, empezó en 1186, cuando el rey Alfonso VIII de Castilla fundó la ciudad luego de conquistar el lugar a los almohades, más hay diversos indicios de ocupación del área desde la Prehistoria. Diversos pueblos frecuentaron y habitaron la región hasta la llegada de los romanos, cuyas legiones instalaron allí un campamento militar. En tiempos de la Conquista musulmana de la península ibérica, habría existido una alcazaba en el lugar donde se encuentra hoy la ciudad.
La ciudad prosperó entre los siglos XII y XVII, teniendo su apogeo en el XVI, como atestigua su centro histórico y sus diversos edificios civiles, militares y religiosos. A partir del final del siglo XVII, la ciudad entró en declive, del cual se recuperaría en la segunda mitad del siglo XX.

## Prehistoria y antigüedad
En las inmediaciones de la ciudad existe un yacimiento arqueológico del Neolítico o la Edad de Bronce, conocido como la cueva de Boquique, que se encuentra en un conglomera rocoso. Su denominación más exacta sería la de abrigo o covacha rocosa, que aprovecha uno de estos conjuntos rocosos que en su día como consecuencia de su resquebrajamiento dejó un gran hueco utilizado como espacio habitacional. Sus moradores se les ha venido clasificando como pertenecientes al periodo del Bronce Final. El último estudio y aportación de algunos materiales hasta ese momento desconocidos, amplia el periodo de antigüedad dilatándolo hasta el Bronce medio. En sus proximidades se estudiaron algunas cistas en sus tres necrópolis que componían la zona de necrópolis de este poblamiento al amparo de este gran conjunto rocoso de Valcorchero. Cistas que en su mayoría fueron expoliadas afortunadamente en alguna de ellas, se han hallado fragmentos de pequeños recipientes estilo de campaniforme, y otros fragmentos con una gran diversidad de motivos decorativos que permitieron conocer a sus decoraciones.
Dentro de los conjuntos cerámicos prehistóricos en la península ibérica y las islas Baleares, la cerámica de Boquique.
Por su situación en la Vía de la Plata, ruta ancestral que liga el sur y el norte ibérico, cuya existencia se supone que se remonta por lo menos al período de Tartessos, en los siglos X a VI a. C., y en un punto de paso de las montañas del Sistema Central, el Valle del Ambroz, fue frecuentada y habitada por diversos pueblos prerromanos como los celtas, vetones y vacceos, entre otros, como atestiguan, por ejemplo, los vestigios de un castro situado próximo de lo que es hoy la ciudad. Durante el imperio romano existió un campamento militar de las legiones romanas, ligado a la Vía de la Plata, transformada en calzada romana.

## Edad Media

### Período musulmán y conquista cristiana

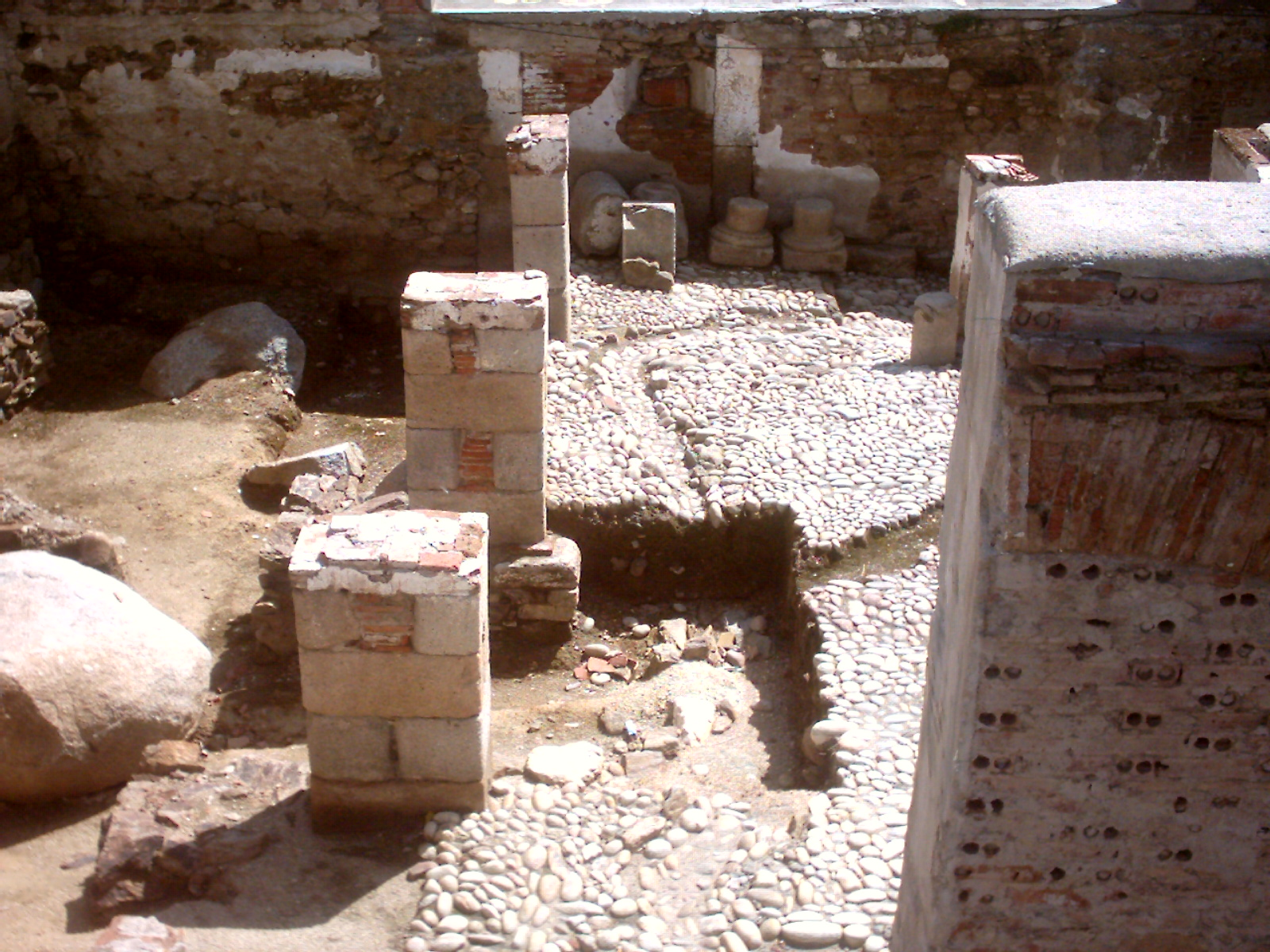
Ermita de Santo Tomé, antigua mezquita medieval.

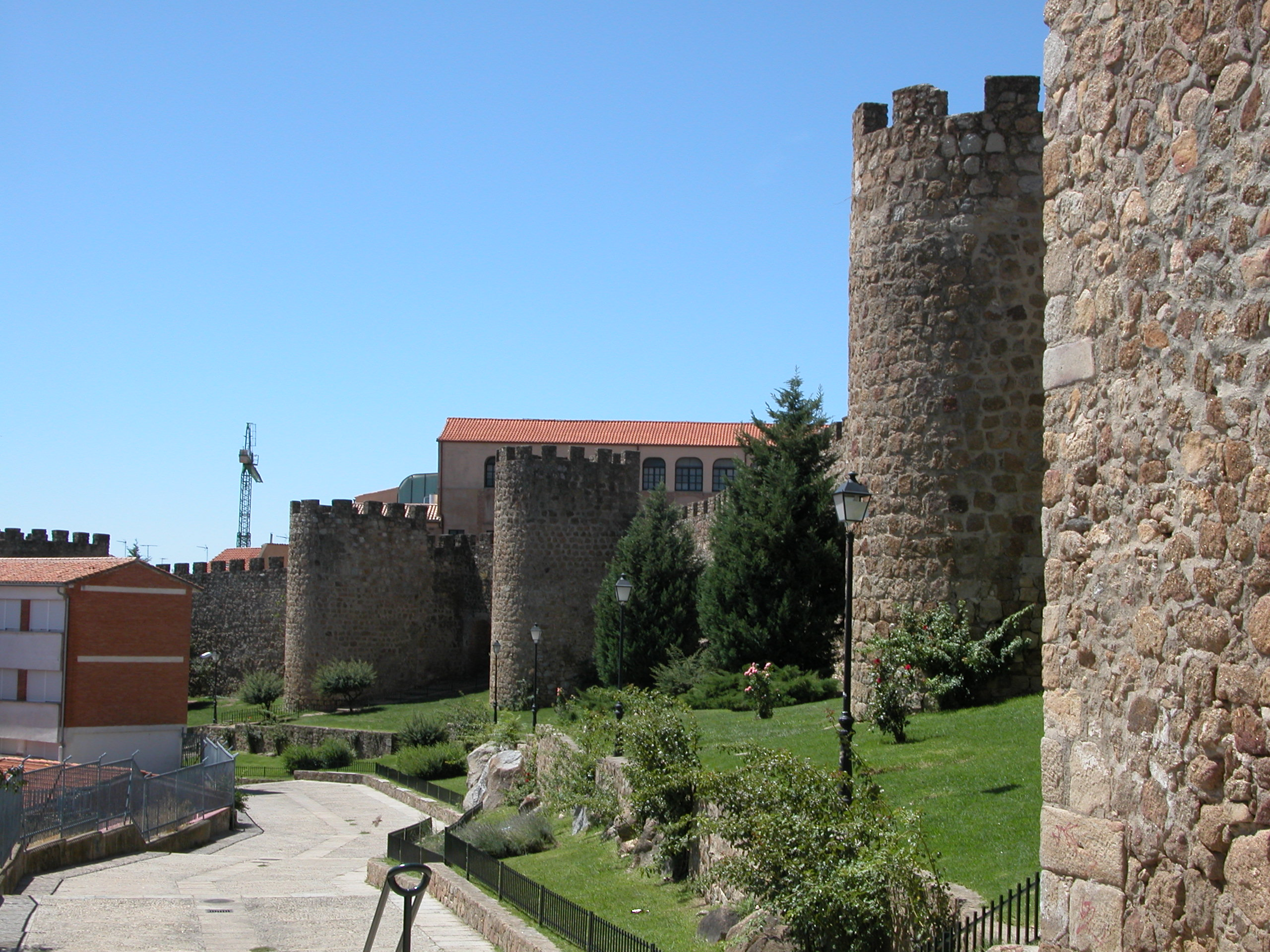
Muralla de Plasencia, construida a finales de.

Se conoce la existencia de construcciones de origen islámico anteriores a la fundación de la ciudad. Entre estas construcciones, había una torre del siglo VIII situada junto al puente de Trujillo que se llamaba Torre del Ambroz, junto a la cual se construyó un pequeño caserío musulmán.
En un documento expedido en Burgos en 1181 bajo reinado de Alfonso VIII de Castilla se estableció —en contradicción con el Tratado de Medina y con la frontera de la Plata entre los reinos de León y Castilla— que buena parte del territorio del norte de la actual provincia de Cáceres y del noroeste de la provincia de Toledo pertenecían al alfoz del concejo de Ávila. Esta situación cambió en 1186, con el desgajamiento concejil de la ciudad de Plasencia, fundada ese mismo año por Alfonso VIII; el monarca fijó la delimitación de territorios del nuevo concejo en 1189. El lema de la ciudad recién fundada fue «Ut placeat Deo et Hominibus», que en latín significa 'para agradar a Dios y a los hombres'.
Concebida desde el inicio como una fortaleza, aún hoy se nota un pronunciado carácter militar en la parte antigua de la ciudad, que se estructura alrededor de la Plaza Mayor, de la cual parten rúas que la comunican con las puertas de la ciudad. Los vendedores y artesanos se agrupaban por ramos de actividad, cada una ocupando una rúa o parte de ella.
La creación de la ciudad era parte de una estrategia del rey castellano de fortalecimiento de la línea del Tajo, creando una base de apoyo a la reconquista del sur de la península ibérica y restringiendo la expansión del Reino de León al oeste de la Vía de la Plata, tanto en términos militares y políticos como en términos eclesiásticos. Estando la región relativamente próxima a Toledo, entonces la capital de Castilla, la inclusión del área en la archidiócesis de Toledo se traducía en una menor influencia de León, lo que fue evitado incluyendo a Plasencia en la archidiócesis de Santiago de Compostela.
En el año 1189, Plasencia se convirtió en sede de un nuevo obispado por Bula del papa Clemente III y se le otorgaba jurisdicción sobre Trujillo, Medellín, Monfragüe y Santa Cruz de la Sierra, a la vez que se le concedían unos términos para repoblar que se extendían desde las sierras de Béjar hasta Trujillo.
En 1195, como consecuencia de la Batalla de Alarcos, Plasencia fue reconquistada por los almohades. La toma de la ciudad podría haber sido comandada por Abén Jucef, jefe militar de Yusuf II, o por el propio Yusuf. Volvería al poder de Alfonso VIII de Castilla uno o dos años después. Para asegurar la defensa, el rey ordenó que se completasen las murallas, lo cual se concluiría en 1201. Las murallas fueron construidas como un sistema de defensa duplo, con un muro de gran espesura y una barbacana, con un foso entre ellos. La defensa era reforzada por la presencia de setenta torreones semicirculares, 4 torres defensivas contiguas a la alcazaba, siete puertas principales y dos postigos o puertas menores.
En 1188 el papa Clemente III crea la diócesis de Plasencia y un año más tarde fue nombrado el primer obispo, Bricio. La diócesis tenía jurisdicción sobre Béjar, Medellín y Trujillo. Por iniciativa del obispo y cardenal Juan de Carvajal, la diócesis creó en 1446 unos Estudios de Humanidades, que constituyeron la primera escuela de ámbito universitario de Extremadura.

### sigloXV

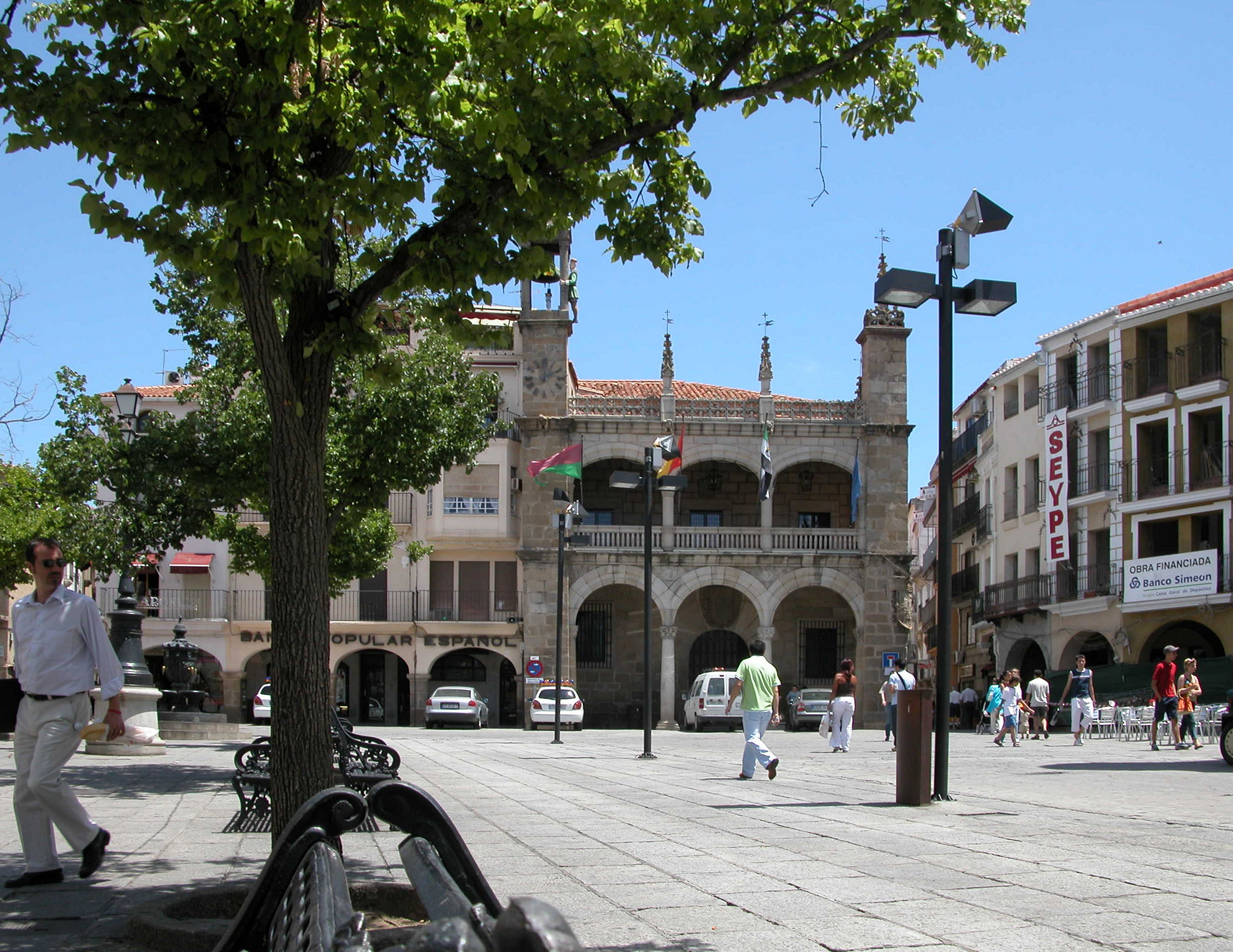
Plaza Mayor de Plasencia.

Plasencia fue ciudad de realengo desde su fundación hasta 1442. Esto significaba que estaba bajo la jurisdicción directa del rey, y no de un señorío. El fuero de la ciudad determinaba de forma expresa cuáles eran los poderes que debían gobernar el municipio, los cuales eran repartidos entre un corregidor y varios regidores, como representantes del monarca, y el canónigo de la diócesis.
Durante la Baja Edad Media la ciudad vivió un período floreciente en el que el concejo y los nobles laicos y religiosos promovieron diversas construcciones. Datan de esta época varios conventos, iglesias, hospitales, casas-fortaleza y la finalización de la catedral, después llamada "Catedral Vieja". La ciudad tenía entonces derecho a voto en las Cortes de Castilla, siendo prueba de ello el envío de dos procuradores a las cortes realizadas en Madrid en 1391. El siglo XV fue un período clave de la historia de la ciudad, durante el cual los comportamientos feudalizantes de la Edad Media dieron lugar al final del estatuto de realengo y al consiguiente establecimiento de una jurisdicción de señorío. En 1442 el rey Juan II de Castilla dio la ciudad a la familia de los Estúñigas o Zúñigas, concediendo a Pedro de Zúñiga y Leiva el título de conde de Plasencia. Al pasar a señorío, Plasencia perdió el derecho de voto en las Cortes.

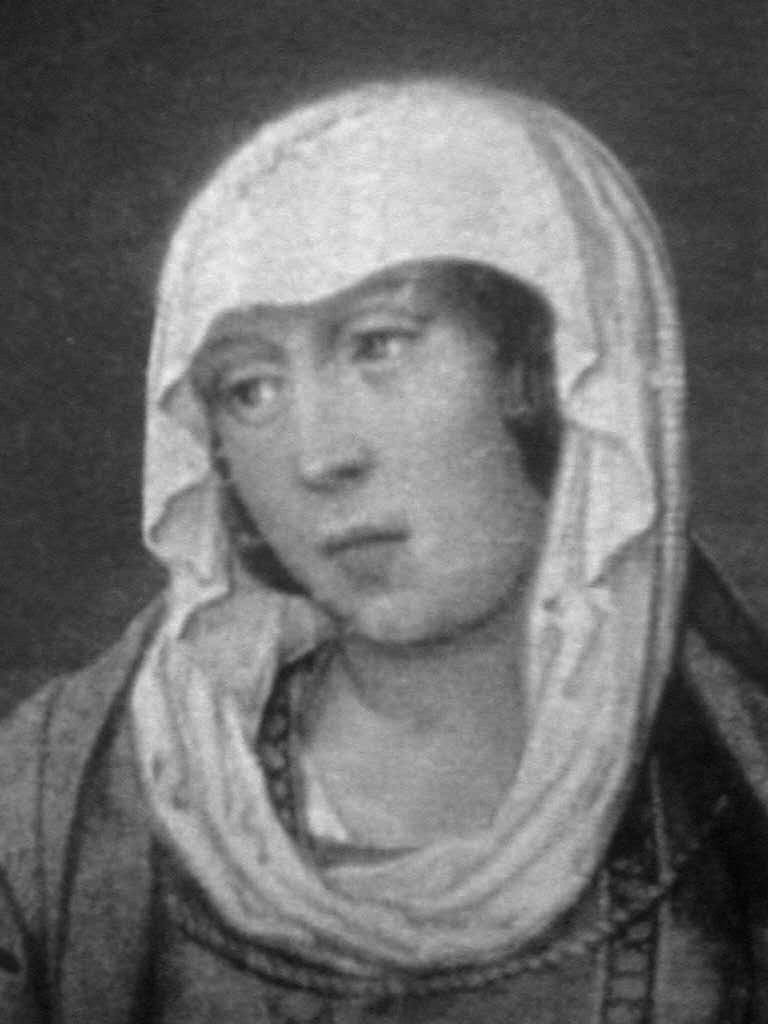
Juana de Trastámara, la Beltraneja.

El 27 de abril de 1465, el rey Enrique IV de Castilla fue depuesto en Plasencia. Algunas semanas más tarde, el conde de Plasencia, Álvaro de Zúñiga y Guzmán, participó en la Farsa de Ávila, quitándole la espada, que simbolizaba la justicia, a la estatua de madera que representaba al rey castellano y proclamando rey en su lugar al infante Alfonso. En 1475, después de la muerte de Enrique IV, el conde de Plasencia tomó partido a favor de Juana de Trastámara, apellidada "Beltraneja" por sus detractores que decían que ella era hija de Beltrán de la Cueva y no de Enrique, en la sucesión al trono de Castilla, contra la otra pretendiente, la media-hermana de Enrique, Isabel, que sería conocida como "la Católica". Esta crisis de sucesión llevó a la Guerra de Sucesión de Castilla, en la cual también participaron Francia y Portugal.
Juana se casó con su tío Alfonso V de Portugal en Plasencia, mas el casamiento no fue reconocido porque el papa no dio la autorización necesaria exigida por su grado de parentesco. Algunos días después del casamiento, la ciudad asistió a la coronación de la pareja como reyes de Castilla. Juana dirigió un manifiesto a todas las villas y ciudades del reino, en el cual les comunicaba su casamiento y justificaba su derecho a acceder al trono. Más tarde, al avanzar el conflicto, Álvaro de Zúñiga pasó a ser partidario de Isabel, quien lo recompensó en 1476 con el título de duque de Plasencia. Después de la victoria de los Reyes Católicos en 1479, el duque pasó a ser uno de los principales nobles del reino.
En junio de 1488, el duque falleció y le sucedió su nieto Álvaro de Zúñiga y Pérez de Guzmán. La nobleza placentina aprovechó la ocasión para levantarse en armas contra los Zúñiga y recuperar de este modo el poder que detentaban anteriormente sobre la ciudad y sobre las rentas de las tierras que dependían de la misma. Los sublevados fueron apoyados por los Reyes Católicos, que revocaron la donación hecha por Juan II, argumentando que había sido excesiva y contra su voluntad. La revuelta triunfó y el estatuto de realengo fue repuesto, siendo ratificado el 20 de octubre de 1488 en las puertas de la catedral, con la presencia de Fernando el Católico, que juró defender siempre los fueros y la libertad de Plasencia.

## Edad Moderna

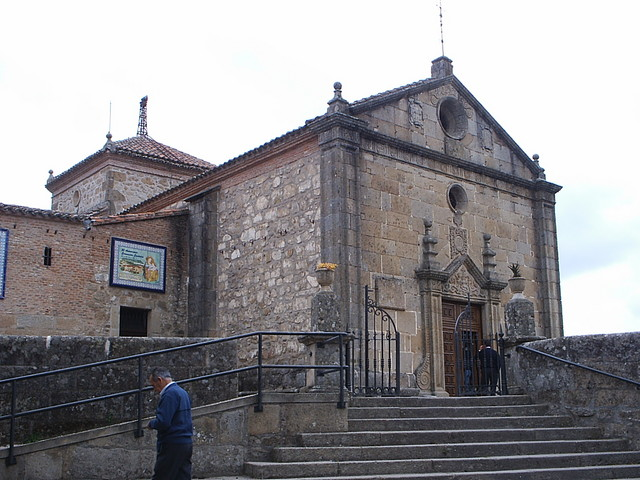
Ermita de la Virgen del Puerto, del.

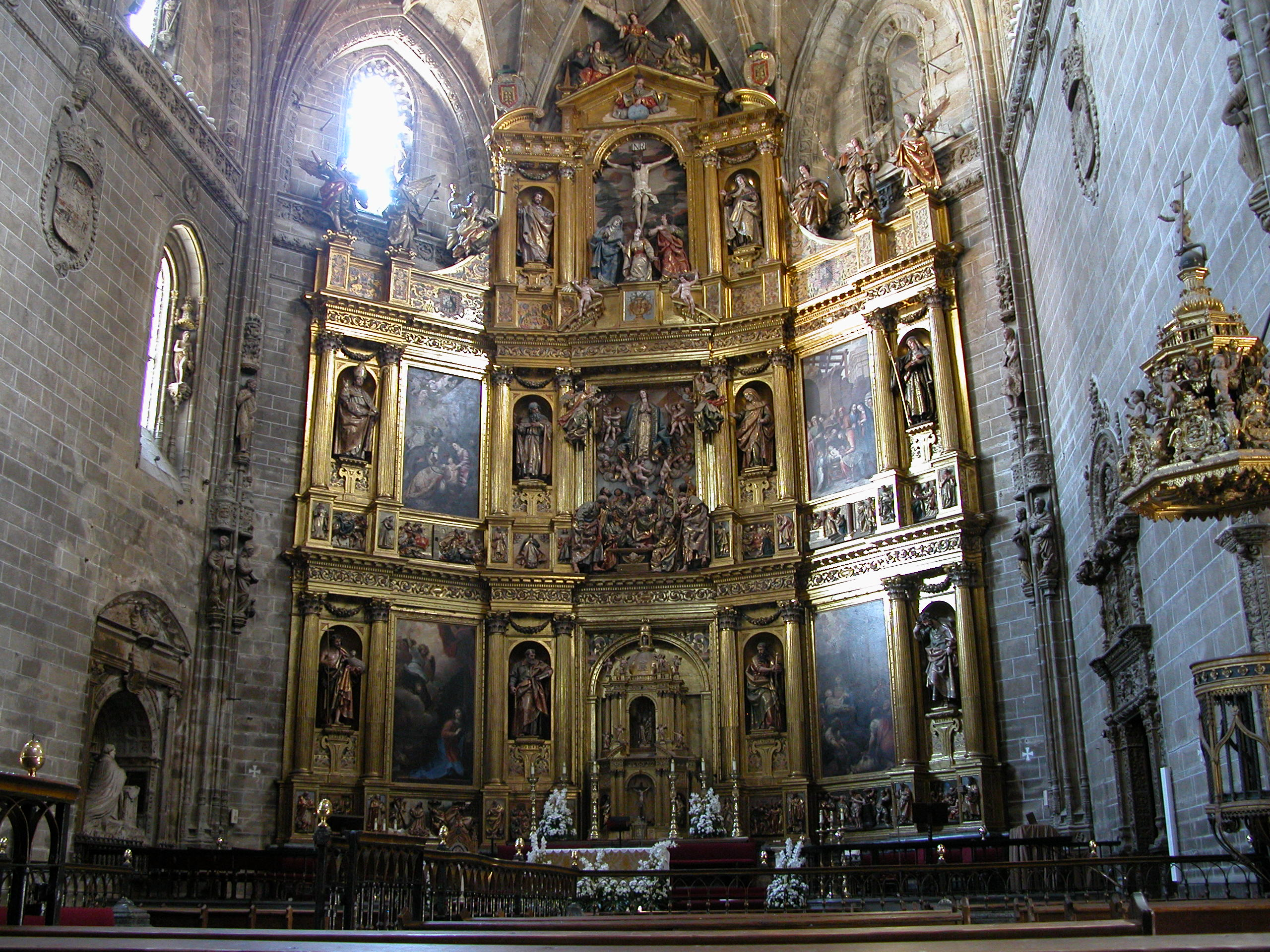
Retablo mayor de la Catedral Nueva de Plasencia, una obra primordial del barroco español del.

### sigloXVI
Cuando en 1502 surgieron las primeras 18 provincias de Castilla, éstas fueron establecidas en función de las ciudades que tenían voto en Cortes. Ninguna ciudad de la actual Extremadura tenía tal voto, de forma que la mayor parte de la región pertenecía a la provincia de Salamanca. Debido a esto, en 1653 Plasencia decidió comprar el voto en Cortes que anteriormente había tenido, compra que realizó conjuntamente con Alcántara, Badajoz, Cáceres, Mérida y Trujillo. Este fue el momento de creación de la antigua provincia de Extremadura, que quedó compuesta por el partido de Trujillo y el territorio de León de la Orden de Santiago, a los cuales se les añadieron las tierras de Coria y Granadilla.
La prosperidad de Plasencia continuó a lo largo del siglo XVI y parte del siglo XVII, teniéndose registrado un aumento de población notable. Datan de esta época el edificio renacentista de la casa consistorial, proyectada en 1523 por Juan de Álava, y la conclusión de la Catedral Nueva, iniciada en 1498 y finalizada en 1578, así como otros numerosos monumentos, como el acueducto y el palacio del marqués de Mirabel. La ciudad llegó a tener escuelas universitarias dependientes de los dominicos y jesuitas.
En 1515 Fernando el Católico fue a vivir a Plasencia por consejo de sus médicos. Murió en Madrigalejo, cuando viajaba de Plasencia a Guadalupe, donde iba a asistir a un capítulo de las órdenes militares de Calatrava y Alcántara. Fue en Plasencia donde Bartolomé de las Casas se reunió por primera vez con Fernando para exponerle su opinión sobre la situación de los indígenas de América.

Entre 1520 y 1522, durante la Guerra de las Comunidades de Castilla, Plasencia participó de parte del bando comunero, consiguiendo instaurar una comunidad en Plasencia, pero esta se vio mermada por la cercanía de núcleos realistas cercanos, como Ciudad Rodrigo o Cáceres. Plasencia tuvo cierta importancia también durante la conquista americana. En 1539, una expedición financiada por el obispo Gutierre de Vargas Carvajal fue al estrecho de Magallanes. Uno de los barcos de la expedición, dirigido por Alonso de Camargo, consiguió cruzar el estrecho.
La biblioteca del palacio real del Monasterio de El Escorial fue creada parcialmente con los libros pertenecientes al palacio episcopal, los cuales fueron trasladados al monasterio madrileño por orden del rey Felipe II. Más tarde, el obispo Pedro Ponce de León donó a dicho monasterio parte de su biblioteca, entre cuyas obras se hallaba el códice Glosas Emilianenses, obra de finales de siglo X o principios del XI procedente del Monasterio de San Millán de la Cogolla, que hasta hace poco tiempo era considerado el documento más antiguo donde se encuentran palabras escritas en castellano.

### SiglosXVIIyXVIII

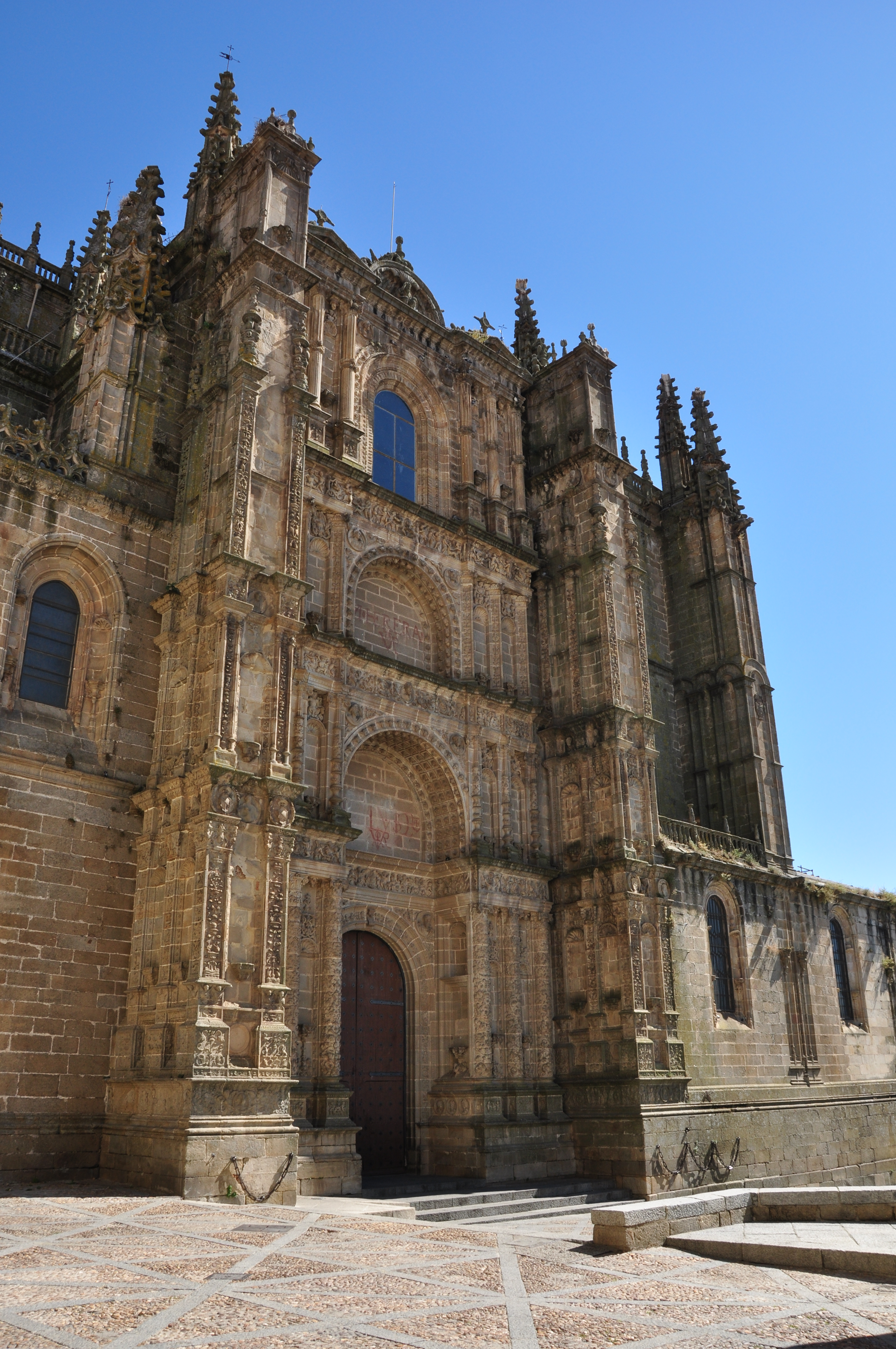
Catedral Nueva de Plasencia, final de -

Durante los siglos XVII y XVIII la ciudad entró en una decadencia acentuada, a semejanza de la mayor parte de España, pasando el número de habitantes de aproximadamente diez mil en el período más próspero a apenas 4852 en el censo de 1786.
Entre los factores que influenciaron la decadencia, pudo haber sido relevante la expulsión de los moriscos, decretada en 1609 por Felipe III de España, que provocó la salida de Plasencia de mucha gente, que vivía sobre todo extramuros. Las guerras de los siglos XVII y XVIII también tuvieron un impacto muy negativo, principalmente la sublevación de Portugal contra el rey español, que dio origen a la guerra de Restauración portuguesa entre 1640 y 1668, y a la guerra de sucesión española entre 1702 y 1714. Durante esta última, la ciudad fue palco de luchas entre los dos pretendientes al trono español, Felipe V de España y el Archiduque de Austria que ascendería al trono austríaco como Carlos VI del Sacro Imperio Romano Germánico. La participación de Plasencia fue importante, teniendo las tropas internacionales de Carlos ocupada la ciudad en 1706. El esfuerzo exigido para atender las necesidades del ejército, como alojamiento, fornecimiento de reclutas y animales de carga, alimentación para soldados y animales, entre otras, tuvo un efecto muy negativo en la escuálida economía local.
Las crisis de abastecimientos y las epidemias también contribuyeron a la decadencia de la ciudad. A lo largo de los siglos XVII y XVIII, la mortalidad era alta debido a las carencias alimentarias y a las dolencias. El gobierno de la ciudad se mostró ineficaz para contrariar la decadencia. La participación de los ciudadanos en el gobierno municipal era prácticamente nula, estando el poder concentrado de una forma nunca vista en la aristocracia, asistiéndose a una gran inflación de cargos, una situación en gran parte resultante de la venta de lugares perpetuos iniciada en el siglo XVI y continuada en el siglo siguiente. Al frente del gobierno se encontraba un corregidor, que concentraba en sí las funciones políticas, económicas, judiciales y militares. Junto al corregidor se encontraba el Alcalde Mayor, que asesoraba, sustituía y trataba las cuestiones judiciales. Además de estos, había más de cuarenta regidores perpetuos controlados por una oligarquía encabezada por el marqués de Mirabel, propietario de varios títulos.

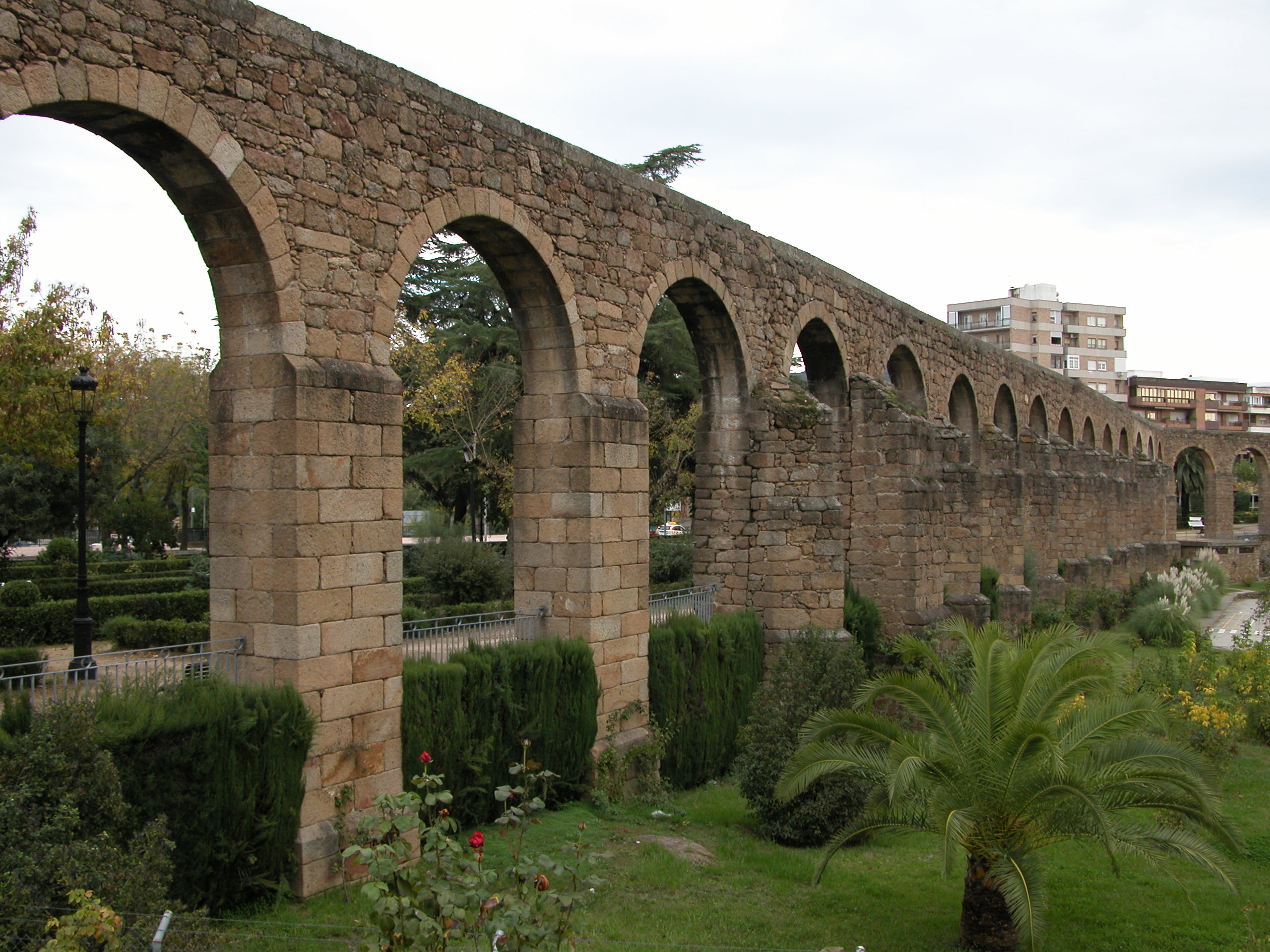
Acueducto de Plasencia,.

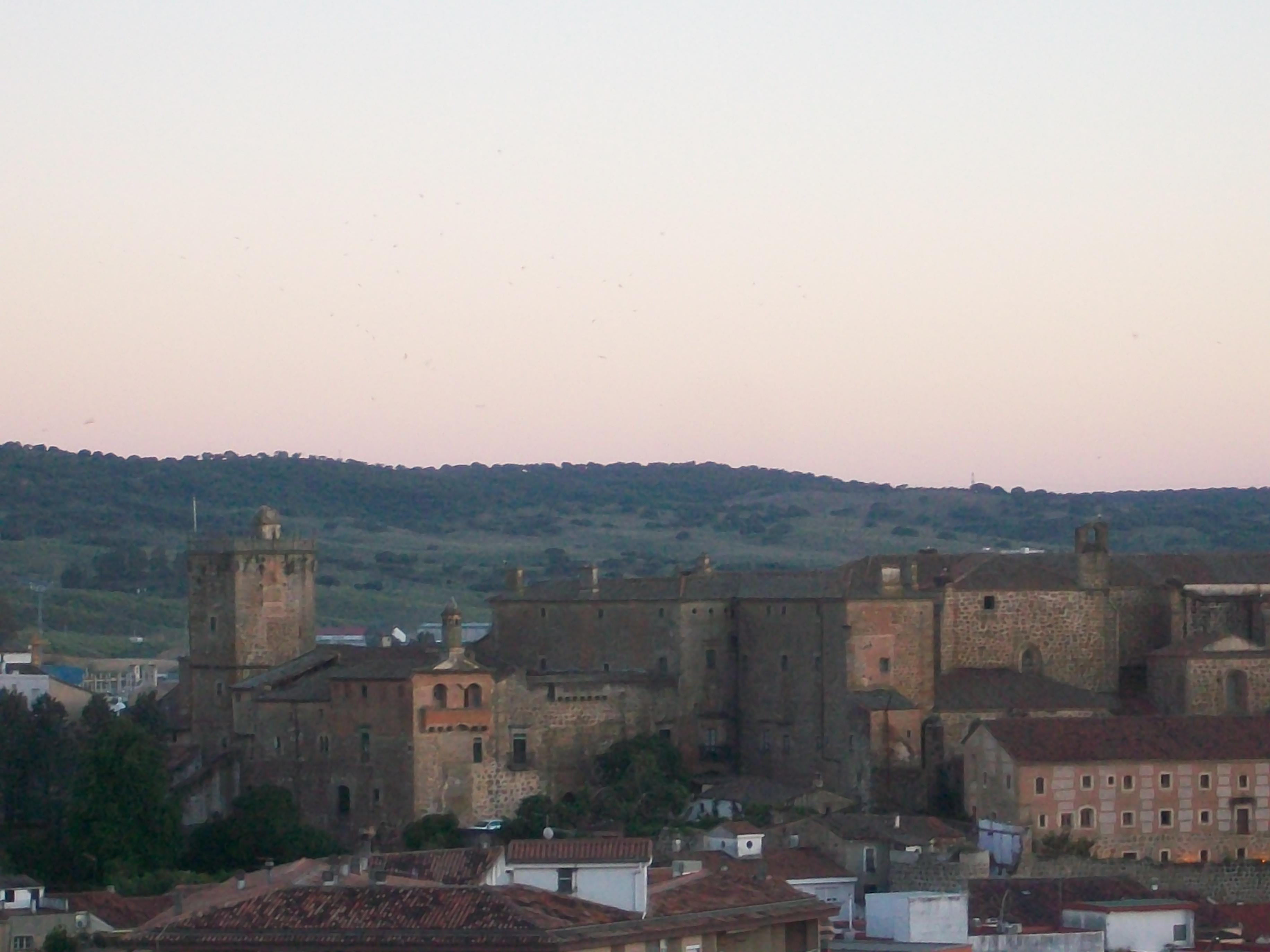
Palacio del marqués de Mirabel,.

A pesar de todo hubo algunas iniciativas que originaron algún crecimiento económico, más que no fueron suficientes para hacer salir a la ciudad del estancamiento. Entre esas iniciativas destacaron las manifestaciones artísticas, fundaciones religiosas y maniobras para ganar más poder político a nivel nacional. Es del siglo XVII el retablo mayor de la Catedral Nueva, una obra primordial del barroco español. En el mismo siglo fueron llevadas a cabo obras menores, que se conservan en la actualidad, en diferentes estados de conservación, como la ermita de Santa Teresa en la Dehesa de los Caballos, la ermita de Santa Elena, igualmente fuera de las murallas, la Casa del Deán y el edificio de la Cárcel Real, actualmente ocupado por el ayuntamiento. Fueron también fundados los conventos de las Carmelitas Descalzas y las Capuchinas y una escuela para el chantre.
En el siglo XVIII hubo otras iniciativas para mejorar la situación y acabar con la penuria económica, aprovechando las reformas introducidas por la Casa de Borbón en la segunda mitad del siglo, mas los proyectos fueron poco ambiciosos y se limitaron al aumento de los bienes de propios, la construcción de puentes, la reparación de caminos y poco más. El proyecto reformista más importante fue la fundación por la autarquía de la Sociedad Económica de Amigos del País en la década de 1770, la primera del género en Extremadura, mas su existencia fue breve y sus realizaciones escasas.
También se llevaron a cabo trabajos por iniciativa del obispo de Plasencia José González Laso, quien estuvo al frente de la diócesis desde 1766 hasta su muerte en 1803. Su obra fue vasta y abarcó varios campos. En beneficencia y salud, destacó la creación de un hospicio en el antiguo colegio de los jesuitas, así como la ampliación del Hospital de Santa María; en enseñanza, destacó la reforma de los Estudios de Humanidades, escuela de cariz universitario. Mientras tanto, el aspecto más conocido de la obra de José González Laso, y que mayor impacto causó en sus contemporáneos, fue el empeño en la construcción, habiendo sido abiertos y reparados numerosos caminos y puentes, lo que contribuyó decisivamente para el alivio del problema crónico de vías de comunicación. Mas la actividad del obispo se centró aún más en el urbanismo, reformando el palacio episcopal y construyendo nuevas rúas, para lo que fue necesario derribar parte del recinto amurallado.

## Edad Contemporánea

### Guerra de Independencia (1808-1812)

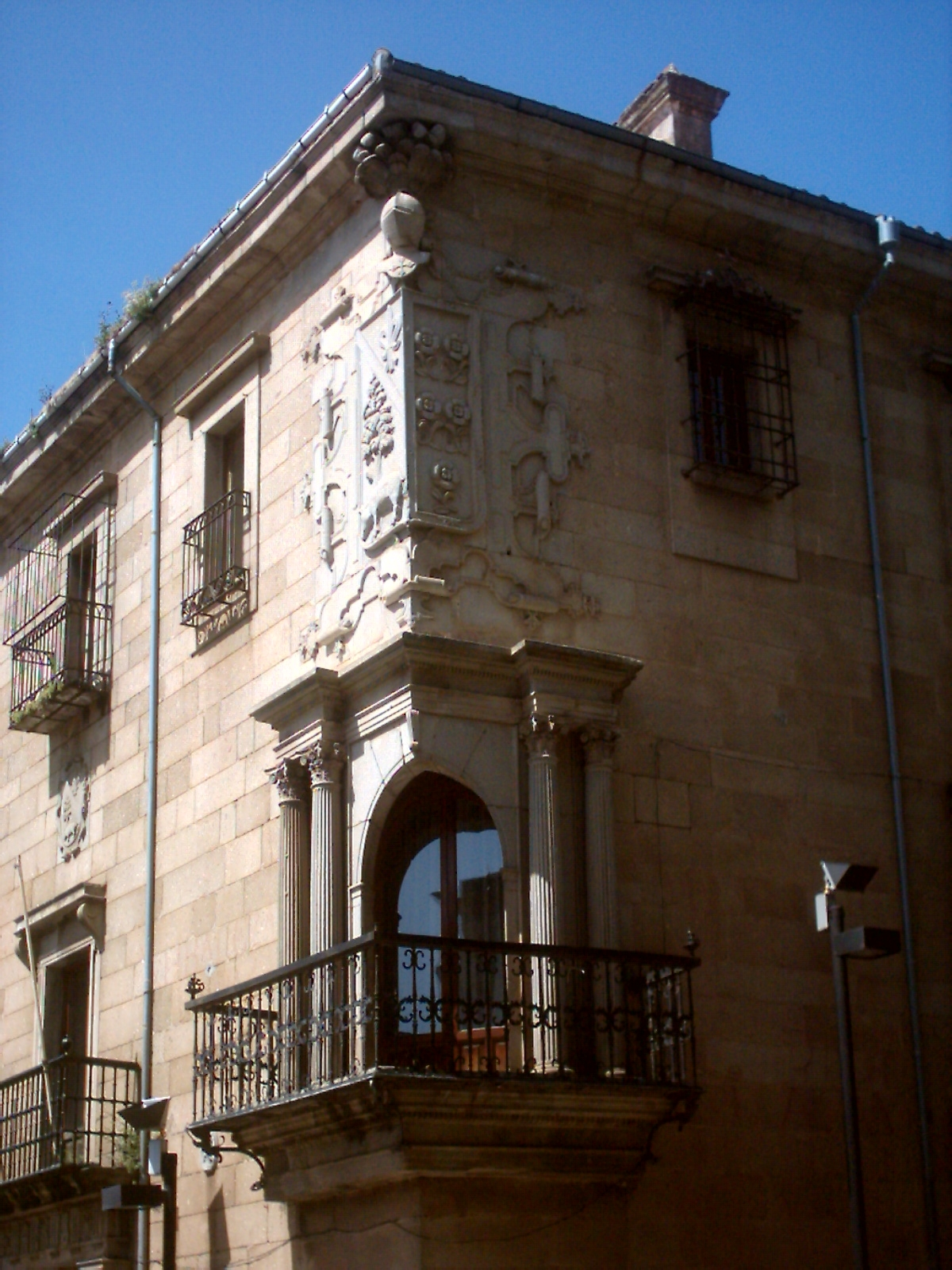
Casa del Deán,.

Debido a su situación estratégica, en la frontera entre Castilla y el sur peninsular, Plasencia fue una plaza militar destacable durante la Guerra de Independencia Española. La ciudad sirvió como cuartel general y centro de aprovisionamiento de tropas, tanto francesas como patrióticas y aliadas anglo-portuguesas, mas ninguna batalla importante discurrió en sus inmediaciones. En los 4 años que duró la guerra, la ciudad fue invadida y ocupada por los franceses doce veces, provocando graves daños económicos y damnificando seriamente muchos edificios públicos civiles y eclesiásticos. El 8 de junio de 1808 se dio un motín que dio lugar a la detención y el posterior asesinato de varios habitantes acusados de apoyar a los invasores. En diciembre del mismo año, el ejército francés, comandado por el mariscal Lefebvre, llegó a la plaza por primera vez y allí permaneció dos meses, después marchó en dirección a Castilla. El paso del mariscal francés Soult fue particularmente devastador, habiendo la ciudad sido aterrorizada y varios pueblos quemados. En julio de 1811 ocurrió la última invasión de tropas napoleónicas, una división de tropas francesas comandadas por el general Buñiré y otra de tropas portuguesas al servicio del general Auguste de Marmont. Las tropas abandonaron la ciudad en diciembre, e hicieron grandes atropellos a la población, que fue obligada a entregar todos los bienes alimentarios. En la retirada, las tropas destruyeron las cosechas e impusieron una contribución de 90 mil reales, a la que se sumaron el dinero que extorsionaron y el robo de todo el ganado que consiguieron llevarse.

### Formación de la provincia de Cáceres (1833)

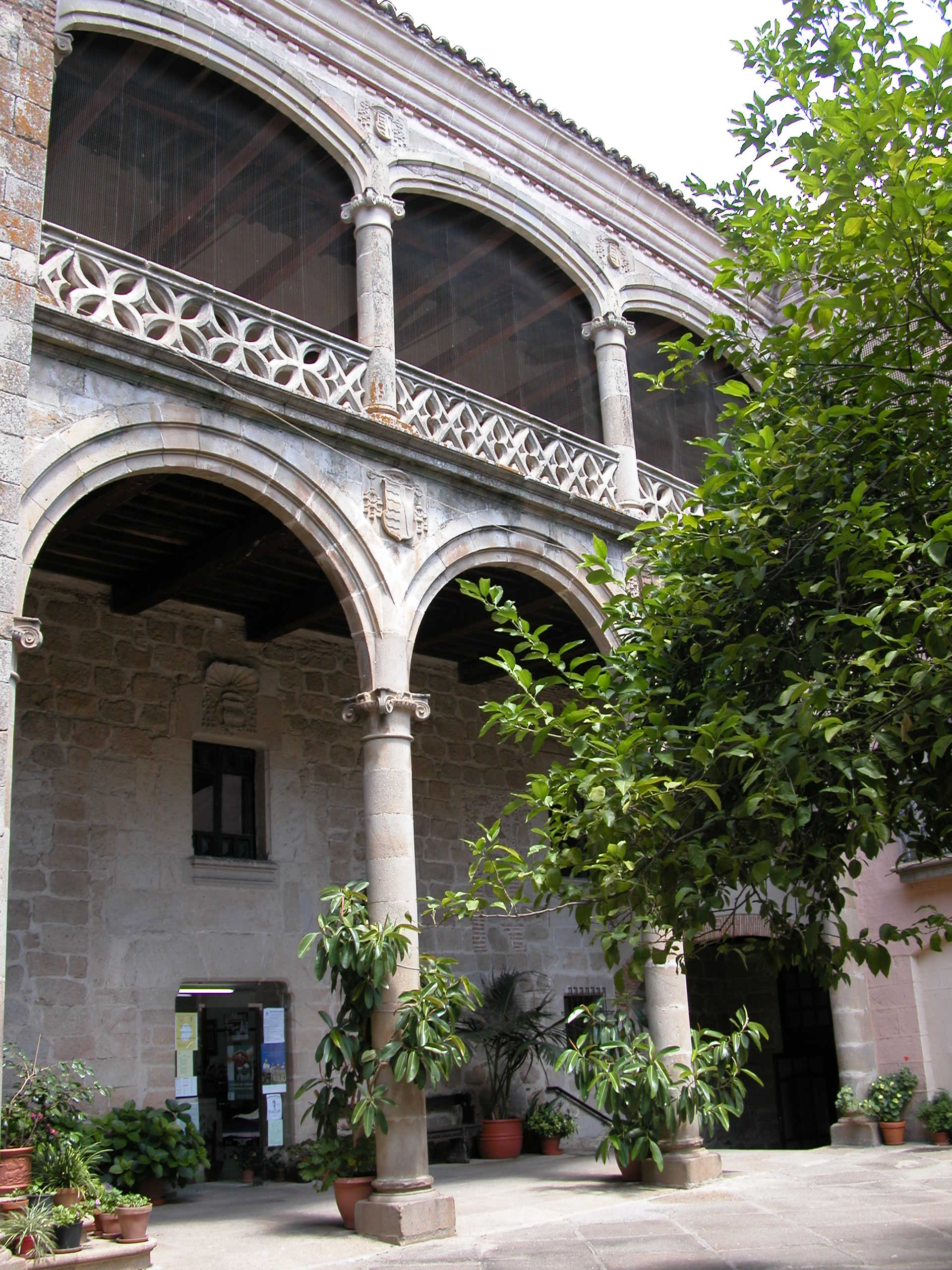
Patio del palacio episcopal.

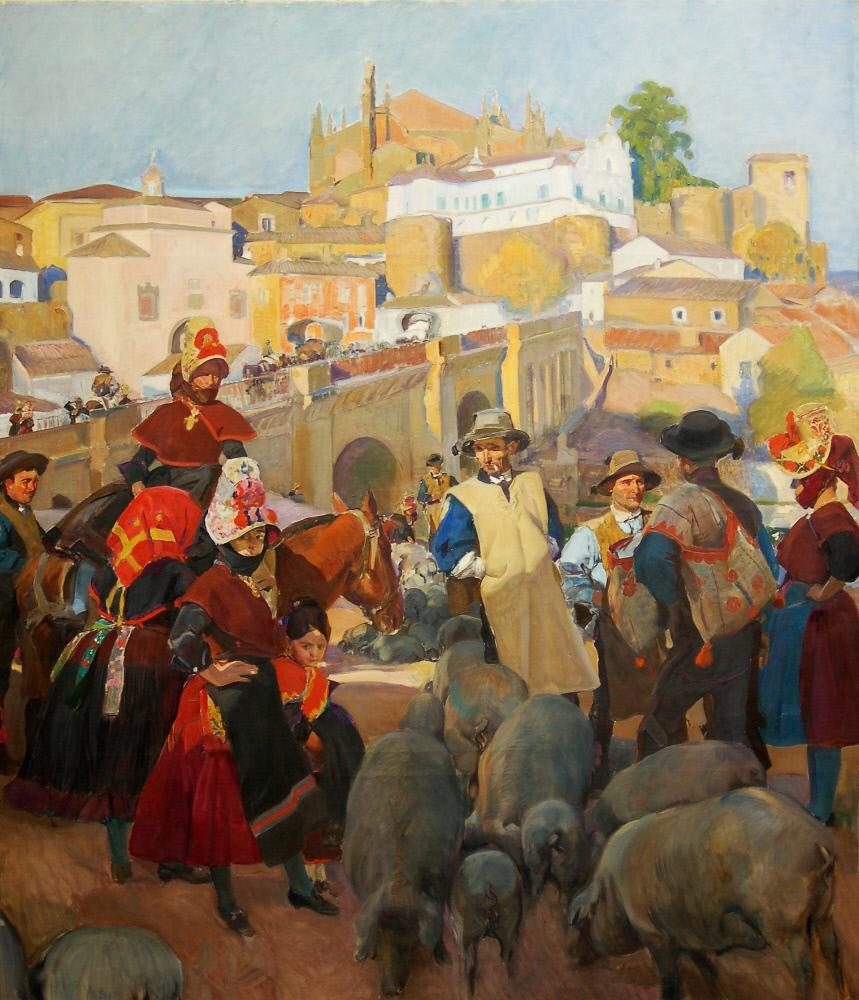
Extremadura, el mercado, pintura de Joaquín Sorolla de 1917 en la que aparece Plasencia.

Plasencia intentó ser capital provincial, mas ese estatuto acabó por ser atribuido definitivamente a Cáceres en 1833. Progresivamente la ciudad fue despojada de muchos servicios públicos, que a lo largo del siglo se trasladaron a la capital, contribuyendo al decaimiento del nivel social y económico de la ciudad. Cuando el Antiguo Régimen cayó, la ciudad se constituyó en municipio constitucional. Desde 1834 es sede de partido judicial. Durante la Primera República Española, se constituyó en la ciudad el Cantón de Plasencia en el transcurso de la revolución cantonal, para reivindicar así su capitalidad sobre la provincia de Cáceres, rechazada anteriormente.

### Restauración (1874-1931)
Durante la Restauración Borbónica, el período histórico que va desde el pronunciamiento del general Arsenio Martínez-Campos en 1874, que derribó la Primera República, hasta la proclamación de la Segunda República en 1931, la vida política en Plasencia tendió a la monotonía, no obstante se asistió a un desenvolvimiento importante de la vida social, economía, urbanismo, educación, cultura, etc. En lo que toca al urbanismo, se ejecutaron obras de largo plazo, como nuevas vías, plazas y espacios verdes. A fin de mejorar la atmósfera viciada del espacio intramuros, la muralla fue abierta en varios puntos. Fueron construidos el Colegio de San Calixto para huérfanos masculinos y el Colegio de San José para huérfanas, ambos de carácter benemérito, un nuevo seminario junto a la Plaza de la Catedral, y la actual plaza de toros, inaugurada en 1882. Mas la obra de mayor alcance socioeconómico fue la llegada del ferrocarril, con las líneas Madrid-Lisboa y Plasencia-Astorga, que rompió el aislamiento histórico de la región aumentando el número de viajantes e intensificando el intercambio comercial y el transporte de mercancías y ganado. En torno a la nueva estación de ferrocarril de la ciudad se construyó un barrio industrial.
En 1901 la reina María Cristina otorgó a la ciudad el título de La Muy Benéfica en reconocimiento de la ayuda humanitaria a los soldados repatriados en 1898 de Cuba y de las Filipinas tras la guerra hispanoamericana. Al comenzar el siglo XX la tierra era propiedad de pocos individuos, lo que generó un número cada vez mayor de jornaleros que se vieron obligados a emigrar a Ultramar. En 1911 fue fundada la Caja de Ahorros de Plasencia, una institución bancaria, con el objetivo de dinamizar la economía de la ciudad.

### Inestabilidad y crisis posterior (1931-1950)
Cuando la Segunda República Española fue proclamada en 1931 fueron asesinados dos guardas nocturnos en la Plaza Mayor, pero no hay noticias de otros incidentes violentos hasta la Guerra Civil. Los distintas elecciones que tuvieron lugar durante el período republicano fueron ganadas tanto por las izquierdas como por las derechas, habiendo varios alcaldes en poco tiempo. El primer alcalde de izquierdas fue el socialista Modesto Durán, que estuvo cuatro meses en 1931 y algunos más en 1936. Entre las obras del período destacan el aprovechamiento de las aguas de los ríos Jerte, Alagón y Tiétar, así como la construcción de embalses y la creación del mercado de abastos y el Instituto Nacional de Bachillerato Gabriel y Galán. Las expectativas creadas sobre la reforma agraria para acabar con las injusticias en la posesión de tierras se quedaron en la nada por las divisiones internas de los políticos republicanos y la resistencia de la oligarquía local.
Luego del golpe de Estado que dio inicio a la guerra civil española, el comandante nacionalista José Puente fue nombrado alcalde en sustitución del alcalde democrático Miguel Cermeño, imponiéndose en la ciudad la ley marcial. Inmediatamente los franquistas reprimieron en la zona a los miembros del Frente Popular, mediante asesinatos indiscriminados de cantidad aún no determinada al no registrarse la causa de la muerte en el registro civil. Según Sánchez-Marín Enciso constan 48 víctimas en 1936, cuyos cadáveres fueron paseados por las rúas. También hubo sentencias de pena de muerte de tribunales militares de excepción, habiendo 101 asesinatos documentados, de entre los cuales se encontraban el cenetista Nicolás Benavente, los exalcaldes socialistas Pedro Rabazo y Joaquín Rosado, y una joven de 14 años, Teodora Velasco, que fue asesinada por llevar alimentos a un familiar preso. Aunque la ciudad no fue escenario de guerras, hubo ocho muertos en bombardeos y explosiones puntuales, y muchos placentinos murieron en los frentes. El hospital se convirtió en centro sanitario de retaguardia y varios edificios se convirtieron en hospitales provisionales. La falta de mano de obra y la exigencia de tributos militares provocaron un grave empobrecimiento de la economía.
Al acabar la guerra, el hambre y la penuria destacaron en la ciudad en los años 1940, imponiéndose el racionamiento de los productos básicos de alimentación e higiene. La actividad industrial más importante era la fabricación de harina en los molinos que había junto al río Jerte y de pan en las panaderías. También se fabricaban jabones y ladrillos. La construcción fue poco activa al no haberse destruido edificios durante la guerra. No obstante, mediante trabajos forzados, los presos republicanos rehabilitaron los palacios del marqués de la Constancia y del marqués de Mirabel y la plaza de toros, e igualmente construyeron el Parque de los Pinos. En 1941 se instaló en la ciudad un regimiento de infantería que rehabilitó un poco la economía por el elevado número de soldados forasteros que trajo, y que en 1969 se amplió con la llegada de un cuerpo de operaciones especiales.

### Resurgimiento y expansión de la ciudad (1950-actualidad)
La dinámica demográfica evolucionó poco de 1940 a 1960, pero a partir de ahí se asistió a un aumento de población destacable, por el aumento de la natalidad y el desenvolvimiento generado por el polígono industrial creado al sur de la ciudad, que atrajo emigrantes de las localidades vecinas. La construcción de embalses en lugares no muy distantes de la ciudad, que proporcionaban empleo a mucha gente, también contribuyó al aumento de población.
La democracia aumentó exponencialmente el desarrollo iniciado con los últimos años de franquismo, desarrollándose el sector servicios, especialmente servicios públicos como sanidad y educación, y creándose nuevos regadíos junto a los ríos Alagón y Tiétar, reanimándose la vida de la ciudad, convertida en un punto de encuentro de los municipios vecinos. También se desenvolvieron las iniciativas, turísticas, culturales y de ocio, que contribuyen a que la ciudad sea un punto de referencia en Extremadura. Plasencia casi duplicó su población entre 1960 y 2010, pasando de 21 297 a 41 447 habitantes.